# احمدرضا احمدی
احمدرضا احمدی (۳۰ اردیبهشت ۱۳۱۹ – ۲۰ تیر ۱۴۰۲) شاعر، نویسنده، نمایشنامه‌نویس آشنایی عمیق او با شعر و ادبیات کهن ایران و شعر نیما دستمایه‌ای شد تا حرکتی کاملاً متفاوت را در شعر معاصر آغاز و پی‌ریزی کند.احمدرضا احمدی بنیان‌گدار سبک موج نو در دهه ۱۳۴۰، در شعر معاصر ایران است که در نیمهٔ دوم این دهه، موج نو تبدیل به یک حرکت مدرنیستی در فرهنگ ایرانی شد و در داستان، نمایشنامه، تئاتر، سینما و نقاشی تأثیر کرد.در سال ۱۳۷۸ سومین جایزه شعر خبرنگاران با مراسمی متفاوت و خصوصی در خانه احمدرضا احمدی برگزار شد. همان سال کانون پرورش فکری کودکان و نوجوانان در مراسم بزرگداشت احمدرضا احمدی، تندیس مداد پرنده را به او اهدا کرد. او عضو انجمن نویسندگان کودک و نوجوان و همچنین از اعضای کانون پرورش فکری کودکان و نوجوانان بوده است.

## سرگذشت

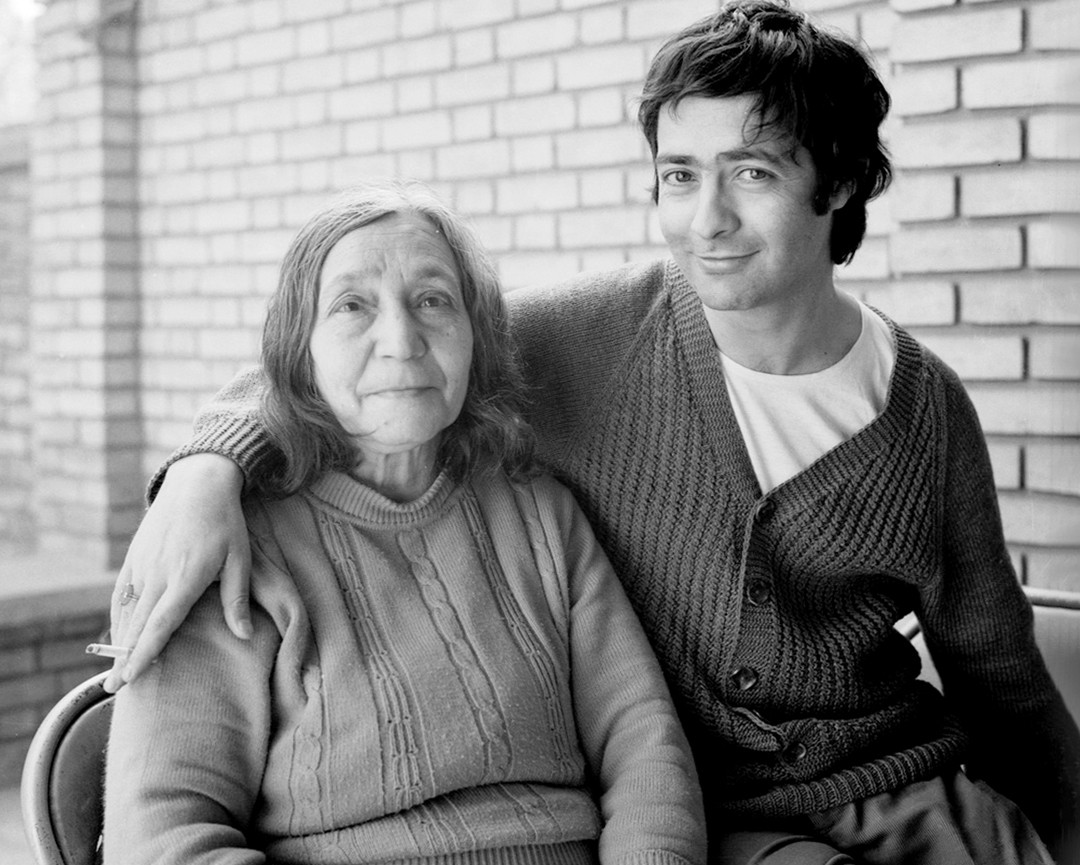
احمدرضا احمدی و مادرش

### از کودکی تا آغاز جوانی
احمدی ۳۰ اردیبهشت ۱۳۱۹ در کرمان متولد شد. پدرش کارمند وزارت دارایی بود و ۵ فرزند داشت که احمدرضا کوچک‌ترین آن‌ها بود. جد پدری وی ثقةالاسلام کرمانی، و جد مادری‌اش آقا شیخ محمود کرمانی بود. سال اول دبستان را در مدرسه کاویانی کرمان گذراند و در سال ۱۳۲۶ با خانواده به تهران کوچ کرد. در دبستان ادب و صفوی تهران دوران ابتدایی را به پایان برد و دورهٔ دبیرستان را در دارالفنون تهران به پایان رساند. در سال ۱۳۴۵ دورهٔ خدمت سربازی را به عنوان سپاهی دانش در روستای ماهونک کرمان آموزگاری کرد.

### گروه ادبی طُرفه
احمدی در سال ۱۳۴۳ به همراه نادر ابراهیمی، اسماعیل نوری علاء، مهرداد صمدی، محمدعلی سپانلو، بهرام بیضایی، اکبر رادی، جعفر کوش‌آبادی، مریم جزایری و جمیله دبیری گروه طرفه را با هدف دفاع از هنر موج نو تأسیس کرد. انتشار دو شماره از مجلهٔ طُرفه و تعدادی کتاب در زمینهٔ شعر و داستان از فعالیت‌های این گروه بوده است.

### در کانون پرورش فکری کودکان و نوجوانان
احمدی در مهر ماه سال ۱۳۴۹ در کانون پرورش فکری کودکان و نوجوانان مشغول به کار شد. تا سال ۱۳۵۸ در سمت مدیر تولید موسیقی برای صفحه و نوار ماند و از سال ۱۳۵۸ تا زمان بازنشستگی یعنی سال ۱۳۷۳ در بخش انتشارات کانون پرورش فکری کودکان و نوجوانان به ویراستاری مشغول بود. تدوین ردیف موسیقی ایرانی، آوازهای محمدرضا شجریان، شعرخوانی و ضبط صدای شاعران مهم (با آثاری از نیما یوشیج، احمد شاملو، نادر نادرپور، فروغ فرخزاد، یدالله رؤیایی، نصرت رحمانی و…) از جمله فعالیت‌های وی در کانون بوده است. برخی از آثار تولیدی تحت سرپرستی وی به شرح زیر می‌باشد:
1. مجموعه صدای شاعر که معرفی شعر معاصر و شعر کلاسیک فارسی بود
2. مجموعه زندگی و آثار موسیقیدانان ایران و جهان
3. مجموعه آوازهای فولکلور ایران
4. مجموعهٔ کل ردیف موسیقی ایران
5. مجموعهٔ بازسازی تصنیف‌های کلاسیک موسیقی ایران
6. مجموعهٔ قصه برای کودکان[۷]

### ازدواج
احمدرضا احمدی در سال ۱۳۶۱ با شهره حیدری ازدواج کرد که حاصل این ازدواج فرزندی به نام ماهور است.

### درگذشت
احمدرضا احمدی ۲۰ تیر ۱۴۰۲ در ۸۳ سالگی در تهران درگذشت.

## سبک
صورت و مفهوم شعر احمد مثل هر هنر درست دیگر با همدیگر زاده می‌شدند و با هم می‌آمدند.

مسعود کیمیایی
آشنایی عمیق او با شعر و ادبیات کهن ایران و شعر نیما دستمایه‌ای شد تا حرکتی کاملاً متفاوت را در شعر معاصر آغاز و پی‌ریزی کند. از بیست سالگی به‌طور جدی به سرودن شعر پرداخت. وی نخستین مجموعه شعرش را با عنوان طرح در سال ۱۳۴۰ منتشر کرد که توجه بسیاری از شاعران و منتقدان دهه ۴۰ را جلب کرد. وی همچنین آثاری در ادبیات کودک و نوجوان دارد. حامد داراب در یادداشتی شعر احمدی را حدیث نفس شاعر می‌خواند که با دردهای مشترک مردم بیگانه است.
احمدرضا احمدی بنیان‌گذار سبک موج نو در دهه ۱۳۴۰، در شعر معاصر ایران است که در نیمهٔ دوم این دهه، موج نو تبدیل به یک حرکت مدرنیستی در فرهنگ ایرانی شد و در داستان، نمایشنامه، تئاتر، سینما و نقاشی تأثیر کرد. در سال ۱۳۷۸ سومین جایزه شعر خبرنگاران با مراسمی متفاوت و خصوصی در خانه احمدرضا احمدی برگزار شد.
همان سال کانون پرورش فکری کودکان و نوجوانان در مراسم بزرگداشت احمدرضا احمدی، تندیس مداد پرنده را به او اهدا کرد.

### جایزه شعر بیژن جلالی
- در سال ۱۳۸۵ احمدی به عنوان شاعر برگزیده، پنجمین دوره اهدای جایزه شعر بیژن جلالی انتخاب شد.[۱۴]

### جایزه هانس کریستین اندرسن
احمدرضا احمدی در سال ۱۳۸۸ نامزد دریافت جایزه هانس کریستین اندرسن شد.

### در قلمرو شعر
- ۱۴۰۱ - هوای قریه بارانی ست، نشر اتفاق
- ۱۴۰۱ - ابر نامرئی بر پنجره ام می‌تابید، نشر اتفاق
- ۱۴۰۱ - یار خفته است و بنفشه گل نمی‌دهد، نشر اتفاق
- ۱۴۰۱ - از خواب‌های من گل بنفشه روییده است، نشر چشمه
- ۱۴۰۰ - آبشارهایی که بر خوابم فرو ریختند، نشر چشمه
- ۱۴۰۰ - کجا باید رفت تا سکوت غوغا کند. نشر چشمه
- ۱۳۹۹ - خفتگان غرق در عسل و ابریشم، نشر اتفاق (چاپ ۱۴۰۱)
- ۱۳۹۹ - جنگل می‌سوزد و ما نگاه می‌کنیم. نشر اتفاق (چاپ ۱۴۰۱)
- ۱۳۹۹ - تابستان، خوشه انگور. نشر گویا
- ۱۳۹۹ - پاییز، برگ زرد. نشر گویا
- ۱۳۹۸ - جوانی بارانی بود، پاریس ابری، اصفهان آفتابی ، انتشارات یساولی (چاپ ۱۳۹۹)
- ۱۳۹۸ - در پایان شب خاکستری، نشر چشمه (چاپ ۱۳۹۹)
- ۱۳۹۸ - بادها بر بستر کلمات می‌دوند، نشر اتفاق (چاپ ۱۴۰۱)
- ۱۳۹۸ - با چتر شکسته در باران، نشر اتفاق
- ۱۳۹۷ - تابستان و غم. نشر چشمه
- ۱۳۹۵ - «جای پای عاشقان در برف مانده است، شعر و نقاشی»، نشر چلچله
- ۱۳۹۵ - «به سوی تو می‌آیم که نیستی» گزیده عاشقانه‌ها، سرزمین اهورایی
- ۱۳۹۵ - «بدون دریا از قایق می‌نویسم»، نشر چلچله
- ۱۳۹۵ - «آوازخوان آوازش را در باران تا سپیده ادامه داد»، نشر چلچله. شابک ۹۷۸-۹۶۴-۹۰۲۷۰-۰-۵
- ۱۳۹۴ - دری به سوی دریا، کتاب سرای نیک
- ۱۳۹۴ - «لیوان شکسته»، گزیده اشعار انتشارات فصل پنجم[۱۶]
- ۱۳۹۳ - «به خاطر غنای این اندوه دستان ما را بگیر»، گزیده اشعار به انتخاب خود شاعر و با دست خط شاعر، نشر مشکی
- ۱۳۹۳ - سکوت فرفره کوچکی بود که در باد می‌چرخید، نشر نیماژ
- ۱۳۹۳ - خواب و خواب و خواب خوابی نیست، نشر چشمه
- ۱۳۹۳ - زنی در کنار ویترین‌ها، نشر چشمه
- ۱۳۹۳ - روبان قرمز، نشر چشمه
- ۱۳۹۲ - «می‌گویند بیرون از این اتاق برف می‌بارد»، گزیده اشعار نشر نیماژ
- ۱۳۹۲ - یادگار عشق و حرمان مدام، نشر ثالث.
- ۱۳۹۱ - میوه‌ها طعم تکراری دارند، نشر ثالث
- ۱۳۹۱ - «از بارانی که دیر بارید»، نشر ثالث. شابک ۹۷۸-۹۶۴-۳۸۰-۸۲۵-۹
- ۱۳۹۱ - «دفترهای واپسین، دفتر هفتم/به رنگ آبی نیلی»، انتشارات کتاب نشر نیکا
- ۱۳۹۱ - «دفترهای واپسین، دفتر ششم/به رنگ آبی دریا»، انتشارات کتاب نشر نیکا
- ۱۳۹۱ - «دفترهای واپسین، دفتر پنجم/به رنگ آبی آسمان»، انتشارات کتاب نشر نیکا
- ۱۳۹۱ - «دفترهای واپسین، دفتر چهارم/به رنگ سبز»، انتشارات کتاب نشر نیکا
- ۱۳۹۱ - «دفترهای واپسین، دفتر سوم/به رنگ زرد»، انتشارات کتاب نشر نیکا
- ۱۳۹۱ - «دفترهای واپسین، دفتر دوم/به رنگ پرتقالی»، انتشارات کتاب نشر نیکا
- ۱۳۹۱ - «دفترهای واپسین، دفتر اول/به رنگ آبی»، انتشارات کتاب نشر نیکا
- ۱۳۸۹ - «دفترهای سالخوردگی (دفتر هفتم)، می‌خواستم روزی گریه کنم: سیب سرخ»، نشر چشمه[۱۷]
- ۱۳۸۹ - «دفترهای سالخوردگی (دفتر ششم)، روزی که ما سوار قطار شدیم: هوا ابری بود» نشر چشمه[۱۷]
- ۱۳۸۹ - «دفترهای سالخوردگی (دفتر پنجم)، در انتهای کوچه در باران شمع را روشن می‌کنیم: تنهایی»، نشر چشمه[۱۷]
- ۱۳۸۹ - «دفترهای سالخوردگی (دفتر چهارم)، به درخت انار رسیدم انارها شکسته بودند: عشق»، نشر چشمه[۱۷]
- ۱۳۸۹ - «دفترهای سالخوردگی (دفتر سوم)، پس از فراغت‌های مدام: نیستی»، نشر چشمه
- ۱۳۸۹ - «دفترهای سالخوردگی (دفتر دوم)، چترهای کهنه در باران باز نمی‌شدند: حرمان»، نشر چشمه
- ۱۳۸۹ - «دفترهای سالخوردگی (دفتر یکم)، در این کوچه‌ها گُلِ بنفشه می‌روید: باران»، نشر چشمه
- ۱۳۸۹ - «احمدرضا احمدی از ایوان خانه‌شان فرار کرد»، گزیده شعر به همراه نقاشی نشر نظر
- ۱۳۸۹ - «مژدگانی به یابنده احمدرضا احمدی»، گزیده شعر به همراه نقاشی نشر نظر
- ۱۳۸۹ - «پسرکی به نام احمدرضا احمدی گم شده است»، گزیده شعر به همراه نقاشی نشر نظر
- ۱۳۸۹ - «در به در به دنبال احمدرضا احمدی»، گزیده شعر به همراه نقاشی، نشر نظر
- ۱۳۸۸ (۱۳۸۷) - روزی برای تو خواهم گفت .ثالث
- ۱۳۸۷ - شعرها و یادهای دفترهای کاهی، حوض نقره
- ۱۳۸۸ - «همه شعرهای من» ۳ جلد، نشر چشمه
  - همه مجموعه‌های زیر در ۳ جلدی همه شعرهای من جمع‌آوری شده‌اند.
- ۱۳۸۸ - هزار اقاقیا در چشمان تو هیچ بود. نشر چشمه ، چاپ اول نشر ماهریز
- ۱۳۸۶ - «چای در غروب جمعه روی میز سرد می‌شود»، نشر ثالث (چاپ دوم، ۱۳۸۷ نشر ثالث)
- ۱۳۸۵ - «ساعت۱۰ صبح بود»، نشر چشمه (چاپ دوم و سوم، ۱۳۸۶ و ۱۳۸۷، نشر چشمه)
- ۱۳۸۳ - «عزیز من»، نشر افکار (چاپ سوم، ۱۳۹۰ نشر افکار)
- ۱۳۸۱ - «یک منظومهٔ دیریاب در برف و باران یافت شد»، نشر ماه‌ریز
- ۱۳۷۸ - «عاشقی بود که صبحگاه دیر به مسافرخانه آمده بود»، نشر سالی (چاپ دوم، ۱۳۸۷ نشر افکار)
- ۱۳۷۶ - «از نگاه تو زیر آسمان لاجوردی»، سازمان همگام
- ۱۳۷۳ - «ویرانه‌های دل را به باد می‌سپارم»، نشر زلال
- ۱۳۷۲ - «لکه‌ای از عمر بر دیوار بود»، نوید شیراز
- ۱۳۶۹ - «قافیه در باد گم می‌شود»، پاژنگ (چاپ دوم، ۱۳۸۶ نشر افکار)
- ۱۳۶۴ - «هزار پله به دریا مانده است»، نشر نقره (چاپ دوم، ۱۳۸۲، نشر فانوس)
- ۱۳۵۹ - «نثرهای یومیه»، ناشر: احمدرضا احمدی (چاپ دوم، ۱۳۸۲، نشر فانوس)
- ۱۳۵۲ - «ما روی زمین هستیم»، انتشارات زمان (چاپ دوم در مجموعهٔ «همهٔ آن سالها»، ۱۳۷۱، نشر مرکز)
- ۱۳۵۰ - «من فقط سفیدی اسب را گریستم»، دفترهای زمانه (چاپ دوم در مجموعهٔ «همهٔ آن سالها»، ۱۳۷۱، نشر مرکز)
- ۱۳۴۷ - «وقت خوب مصائب»، انتشارات زمان (چاپ دوم در مجموعهٔ «همهٔ آن سالها»، ۱۳۷۱، نشر مرکز)
- ۱۳۴۳ - «روزنامهٔ شیشه‌ای»، انتشارات طرفه (چاپ دوم در مجموعهٔ «همهٔ آن سالها»، ۱۳۷۱، نشر مرکز)
- ۱۳۴۱ - «طرح»، ناشر: احمدرضا احمدی (چاپ دوم در مجموعهٔ «همهٔ آن سالها»، ۱۳۷۱، نشر مرکز)

### شعر و قصه برای کودکان
- ۱۳۴۸ - «من حرفی دارم که فقط شما بچه‌ها باور می‌کنید»، کانون پرورش فکری کودکان و نوجوانان.[۱۸]
- ۱۳۶۴ - «هفت روز هفته دارم» با نقاشی محمدرضا دادگر، کانون پرورشی فکری کودکان و نوجوانان
- ۱۳۶۴ - «هفت کمان هفت‌رنگ» با نقاشی هوشنگ محمدیان
- ۱۳۶۸ - «نوشتم باران، باران بارید» با نقاشی فردوس ابراهیمی‌فر
- ۱۳۶۸ - «تو دیگر از این بوته هزار گل سرخ داری» با نقاشی فردوس ابراهیمی‌فر و مینا ضرابی
- ۱۳۶۹ - «خرگوش سفیدم همیشه سفید بود» با نقاشی فرح اصولی
- ۱۳۶۹ - «در بهار پرنده را صدا کردیم، جواب داد» با نقاشی فرح اصولی
- ۱۳۶۹ - «روزهای آخر پاییز بود» با نقاشی فرح اصولی
- ۱۳۶۹ - «عکاس در حیاط خانه ما منتظر بود» با نقاشی نسرین خسروی
- ۱۳۷۰ - «در بهار خرگوش سفیدم را یافتم» با نقاشی نفیسه ریاحی
- ۱۳۷۰ - «حوض کوچک، قایق کوچک» با نقاشی نفیسه شهدادی
- ۱۳۷۳ - «خواب یک سیب، سیب یک خواب» با نقاشی ابوالفضل همتی آهویی
- ۱۳۷۶ - «شب یلدا قصهٔ بلندترین شب سال»، با نقاشی فرح اصولی
- ۱۳۸۰ - «اسب و سیب و بهار» با نقاشی کریم نصر
- ۱۳۸۲ - «در باغچه عروس و داماد روییده بود» با نقاشی مرجان وفاییان
- ۱۳۸۴ - «برف هفت گل بنفشه را پوشاند» با نقاشی مریم مبصری، فرهنگ گستر
- ۱۳۸۴ - «نوشتم باران، باران بارید» با نقاشی علی مفاخری، نشر شباویز
- ۱۳۸۴ - «نشانی» با نقاشی شراره خسروانی
- ۱۳۸۴ - «روزی که مه بی‌پایان بود» با نقاشی شراره خسروانی
- ۱۳۸۴ - «رنگین‌کمانی که همیشه رخ نمی‌داد» با نقاشی محمدعلی بنی‌اسدی
- ۱۳۸۵ - «بهار بود» با نقاشی شراره خسروانی، نشر شباویز
- ۱۳۸۵ - «شب روز اول و صبح روز هفتم»، با نقاشی محمدرضا لواسانی، کانون پرورش فکری کودکان و نوجوانان
- ۱۳۸۵ - «پسرک تنها روی برف» با نقاشی مریم مبصری، فرهنگ گستر
- ۱۳۸۶ - «باز هم نوشتم صبح، صبح شد» با نقاشی لیلا یوسفی، نشر شباویز
- ۱۳۸۷ - «در باغ بزرگ باران می‌بارید»، افق
- ۱۳۸۸ - سه گلدان، کانون پرورشی فکری کودکان و نوجوانان
- ۱۳۸۹ - «ناگهان چراغ‌ها روشن شدند» با تصویرگری احسان عبداللهی، نشر نظر
- ۱۳۸۹ - «عروس و داماد زیر باران» با تصویرگری نگین احتسابیان، نشر نظر
- ۱۳۸۹ - «پسرک دریا را نگاه کرد و گفت»، نشر نیستان. شابک ۶-۶۱۱-۳۳۷-۹۶۴-۹۷۸
- ۱۳۸۹ - «دیگر در خانه پسرک هفت صندلی بود»، تصویرگر: راشین خیریه، نشر چشمه
- ۱۳۸۹ - «قصه‌های پدربزرگ»، تصویرگر: عطیه مرکزی، افق
- ۱۳۸۹ - «در یک شب مهتابی که شب چهاردهم ماه بود»، کتاب ونوشه،[۱۷]
- ۱۳۸۹ - «کبوتر سفید کنار آینه» با تصویرگری علیرضا گلدوزیان و گرافیک کورش پارسا نژاد.[۱۹]
- ۱۳۹۰- «ناگهان چراغ‌ها روشن شدند»، نشر نظر
- ۱۳۹۰- «مسافران هواپیمای سفید رنگ»، کانون پرورش فکری کودکان و نوجوان
- ۱۳۹۰- «دخترک، ماهی، تنهایی»، تصویرگر: نازنین عباسی، نشر نظر. شابک ۶-۰۷۱-۱۵۲-۶۰۰-۹۷۸
- ۱۳۹۰- پروانه روی بالش من به خواب رفته بود، تصویرگر: لیدا طاهری. نشر نظر. شابک ۳-۰۷۲-۱۵۲-۶۰۰-۹۷۸
- ۱۳۹۱ - از کلید آبی رنگ گاهی صدای دریا را می‌شنید. تصویرگر: لیدا طاهری. نیستان
- ۱۳۹۲ - سفر، تصویرگر: ناهید کاظمی، نشر ثالث
- ۱۳۹۲ - در باران از سفر آمد. نشر ثالث
- ۱۳۹۳ - باران دیگر نمی‌بارید، تصویرگر: ماهی تذهیبی، نشر نظر. شابک ۷-۱۳۱-۱۵۲-۶۰۰-۹۷۸
- ۱۳۹۳ - این همه بادکنک‌های رنگی، نشر نظر. شابک ۸-۱۴۷-۱۵۲-۶۰۰-۹۷۸
- ۱۳۹۳ - پرنده ای بود که شباهت به هیچ پرنده ای نداشت، کانون پرورشی فکری کودکان و نوجوانان
- ۱۳۹۴ - «مزرعه گل‌های آفتابگردان»، کانون پرورش فکری کودکان و نوجوانان
- ۱۳۹۵ - «پسرک و دوازده ماه سال»، نشر نظر. شابک ۰-۱۰۱-۱۵۲-۶۰۰-۹۷۸
- ۱۳۹۵ - شب یلدا، تصویرگر: محمدعلی بنی اسدی. کانون پرورشی فکری کودکان و نوجوانان
- ۱۳۹۵ - سفال، کانون پرورش فکری کودکان و نوجوانان
- ۱۳۹۵ - پرنده، پسرک، قطار. کانون پرورشی فکری کودکان و نوجوانان
- ۱۳۹۶ - آواز زیر باران . انتشارات لوپه تو
- ۱۳۹۶ - قاصدک در باد . انتشارات لوپه تو
- ۱۳۹۷ - تکهٔ ابر، شاخهٔ نرگس.انتشارات علمی و فرهنگی
- ۱۳۹۸ - یک تکه ابر، نشر کارگاه کودک
- ۱۳۹۹ - کبوتر و ساعت . انتشارات علمی و فرهنگی
- ۱۴۰۰ - شاعر و گل‌ها ، انتشارات علمی و فرهنگی
- ۱۴۰۰ - پسرک، خواب، بیداری . انتشارات علمی و فرهنگی
- ۱۴۰۱ - باغ و قطره‌های رنگ، نشر پرتقال
- ۱۴۰۱ - دخترک، آینه‌ها، مادر. نشر پرتقال

### داستان، رمان، نمایشنامه و خاطرات
- ۱۳۹۶ - نمایش نامه‌های شاعر، ۴ جلد. نشر چلچله
- ۱۳۹۵ - «قطار از ریل خارج شد»، داستان، نشر چلچله
- ۱۳۹۵- از پنجرهٔ مسافرخانه، انتشارات کتاب‌سرای نیک
- ۱۳۹۴ - بر دیوار کافه، داستان، نشر ثالث
- ۱۳۹۴ - در یک پرانتز به دنیا آمدم، نشر مشکی
- ۱۳۹۳ - آیا می‌توان با فقر پاریس را دوست داشت؟، نشر نیکا
- ۱۳۹۳ - مهمان. نشر نیکا
- ۱۳۹۳ موهبات فراموشی. تهران: نشر قطره. شابک ۹۷۸-۶۰۰-۱۱۹-۷۰۴-۸.
- ۱۳۹۳ - مسافرخانه، بندر، بارانداز. نشر ثالث
- ۱۳۹۲ - آپارتمان، دریا. نشر نیکا
- ۱۳۸۸- بهاریه، داستان و خاطرات، نشر حوض نقره
- ۱۳۷۳ - حکایت آشنایی من، نشر ویدا، نثرهایی دربارهٔ فروغ فرخزاد، سهراب سپهری، فیروز شیروانلو، مهدی اخوان ثالث، ابراهیم گلستان، مرتضی ممیز، مهدی خالدی، بیژن جلالی، آیدین آغداشلو، سهراب شهید ثالث، کیومرث صابری، مسعود کیمیایی و…

### سایر آثار و فعالیت‌ها
- ۱۳۸۸ - شعر خوانی در آلبوم موسیقی دور تا نزدیک ساخته هوشنگ کامکار.
- ۱۳۸۷ - شعرخوانی شعرهای خود شاعر در سلسله آلبوم‌هایی به نام صدای شاعر، انجمن شاعران ایران
- ۱۳۷۹ - داور جشنواره ۲۰ سال شعر و قصه کودک
- ۱۳۷۸ - داور نخستین جشنواره موسیقی پاپ در ایران
- ۱۳۷۰ - شعر خوانی در آلبوم ابیات تنهایی ساخته فریبرز لاچینی، دکلمه اشعار سهراب سپهری
- ۱۳۶۸ - شعر خوانی در آلبوم در شب سرد زمستانی ساخته فریبرز لاچینی و آواز محمد نوری، دکلمه اشعار نیمایوشیج
- دکلمهٔ اشعار سهراب سپهری در آلبومی به نام در گلستانه (با صدای شهرام ناظری)
- خواندن اشعار قیصر امین پور در آلبومی به نام فاصله
- خواندن اشعار حافظ در آلبومی به نام شرح شوق با همکاری ژاله علو
- شعرخوانی شعرهای خود در آلبومی تحت عنوان «دوستت دارم» با موسیقی کارن همایونفر - آوای باربد
- کتاب صوتی عاشقانه‌های حافظ با صدای احمدرضا احمدی و موسیقی داریوش دولتشاهی - نوین کتاب گویا[۲۰]

## فیلم
- ۱۳۷۶ - گوینده گفتار متن فیلم بانوی اردیبهشت به کارگردانی رخشان بنی اعتماد
- ۱۳۶۷ - گوینده گفتار متن فیلم نار و نی به کارگردانی سعید ابراهیمی‌فر
- ۱۳۵۴ - نویسنده پویانمایی ملک خورشید به کارگردانی علی اکبر صادقی
- ۱۳۴۹ - دستیار کارگردان فیلم پنجره به کارگردانی جلال مقدم
- ۱۳۵۱ - بازی در فیلم پستچی به کارگردانی داریوش مهرجویی

## گفتگو

### به صورت ضبط صدا
مهدی خالدی-پرویز یاحقی-مرتضی ممیز-آیدین آغداشلو-داریوش آشوری-بیژن جلالی-کیومرث صابری-محمدرضا شجریان-پری صابری-سیروس طاهباز-فریدون ناصری

## ویراستاری و دیگر فعالیت‌ها
احمدرضا احمدی به عنوان ویراستار یا نمونه‌خوان در تدوین کتاب‌هایی نقش داشته است.
- ۱۳۸۵ - کنترپوآن، تألیف:والتر پیستون، ترجمه: هوشنگ کامکار، نشر افق[۲۱]
- ۱۳۸۵ - هارمونی روس، تألیف:ی. دوبفسکی و دیگران. ترجمه:مسعود ابراهیمی، نشر افکار
- ۱۳۸۳ - یک قرن موسیقی مدرن، تألیف:پل گریفیث، ترجمه کیوان میرهادی، نشر افکار
- ۱۳۸۳ - آموزش آهنگسازی، تألیف:جان هوارد. ترجمه هوشنگ کامکار، نشر افکار
- ۱۳۸۲ - ارکستراسیون، تألیف: کنت کنان، ترجمه هوشنگ کامکار، نشر افکار
- ۱۳۷۹ - تاریخ موسیقی روس، تألیف: فریدون ناصری، انتشارت پژوهنده
- ۱۳۷۸ - فرهنگ جامع اصطلاحات موسیقی، تألیف:فریدون ناصری، انتشارات روزنه
- ۱۳۷۷ - مجموعه اثر فرامرز پایور برای تار با تنظیم مهرداد دلنوازی، نشر ویدا

## ترجمه آثار به دیگر زبان‌ها
- ترجمهٔ شعری به فرانسه توسط صدرالدین الهی و چاپ در روزنامه لوموند
- ترجمهٔ شعری به آلمانی توسط سیروس آتابای و چاپ در کتابی به نام آوازهای فردا در مونیخ، سال ۱۳۴۳
- ترجمهٔ اشعار به ارمنی توسط گالوس خانست و چاپ درر مجلهٔ آلیک، سال ۱۳۴۵
- ترجمهٔ شعر «ندانستی گل حقیقت گیاه است» به فرانسه توسط محمدعلی اسلامی ندوشن
- ترجمهٔ تعدادی از اشعار به ژاپنی توسط کیمیه ماندا
- ترجمهٔ یک شعر به همراه معرفی شاعر در مجله جورنال آ. ب به زبان اسپانیولی توسط کلارا خاننس با کمک محسن عمادی، سال ۱۳۸۶
- ترجمهٔ تعدادی از اشعار به زبان ایتالیایی توسط کامبیز تشیعی
- ترجمهٔ تعدادی از اشعار به زبان عربی توسط موسی اسوار
- ترجمهٔ یک شعر به ترکی آذربایجانی توسط ایلیاد موسوی

## آثار دربارهٔ احمدرضا احمدی

### فیلم
- ۱۳۸۱ فیلم مستند وقت خوب مصائب به کارگردانی ناصر صفاریان
- ۱۳۸۹ فیلم بانو مرا دریاب به کارگردانی ناصر صفاریان

### مقالات و ویژه نامه‌ها
- ۱۳۸۶ - فصلنامه شعری گوهران، شماره شانزدهم[۲۲]

## نمونه‌ای از شعر خوانی احمدی
- صدای شاعر

## نامگذاری خیابان
در ۲۸ آبان ۱۳۹۹، خیابان گیتی در محدوده بلوار نلسون ماندلا واقع در منطقه ۳ شهرداری تهران بنام احمدرضا احمدی تغییر نام یافت.